# SSI Schäfer
SSI Schäfer er en tysk virksomhed, som udvikler og producerer løsninger til lagerbygninger, distributionscentre, fabrikker, værksteder samt kontorer. Virksomhedens portefølje omfatter manuelle og automatiserede løsninger til lagring, pluk og sortering, løsninger inden for conveyorsystemer, samt teknologier til affaldshåndtering. Samtidig er SSI Schäfer også en leverandør af modulær software til det interne materialeflow. SSI Schäfers IT-afdeling med over 900 ansatte udvikler software. 
Virksomheden har over 10.500 ansatte fordelt på hovedkvarteret i Neunkirchen i Tyskland, mere end ti produktionssteder samt 70 afdelinger verden over. 
Virksomheden blev grundlagt i 1937 har lige siden været et tysk familieejet firma, ledet af indehaverne. Virksomheden har mere end 70 datterselskaber.
Den danske afdeling, SSI Schäfer A/S, beskæftiger 125 ansatte og har hovedsæde i Hadsund.

## Eksterne links
- Wikimedia Commons har flere filer relateret til SSI Schäfer
- Virksomhedens hjemmeside